# Avencast: Rise of the Mage
Avencast è un gioco di ruolo per personal computer sviluppato dal gruppo Lighthouse Interactive - Clockstone e pubblicato da FX Interactive.

## Trama
Il gioco parla di un trovatello allevato da un eremita e con un talento innato per la magia. Il trovatello però non trovando soddisfazione negli insegnamenti del padre adottivo decide di partire per la prestigiosa accademia di magia di Avencast.

## Inizio dell'avventura e storia
Una volta installato il gioco ed entrati nel menu principale si deve dare un nome al proprio eroe per iniziare la partita. L'eroe porterà il nome assegnatogli per tutto il gioco.
Il giovane allievo, non essendo interessato alle nozioni di base della magia che lui già sente proprie, chiede al suo tutore nell'accademia (il maestro di magia Malvaren) di potersi qualificare direttamente per la prova finale che lo farebbe diventare un mago a tutti gli effetti. Per fare ciò però deve ottenere i timbri dei tre più importanti maestri dell'accademia: Horatio (maestro di lotta), Archibald (maestro di cristallologia) e Della Gustera (maestro di storia della magia). Il ragazzo per ricevere il timbro di Horatio deve sconfiggere delle creature evocate nell'arena della lotta, per ricevere il timbro di Archibald deve trovare il modo di far smettere di litigare due alberi magici e per ottenere il timbro del borioso Della Gustera deve riportare la pace nella Cripta di Avencast.
L'unico modo per riportare la pace nella cripta e di sconfiggere lo spirito di Taertius, il fondatore malvagio dell'Accademia, e ridurne in cenere i resti.
Ottenuti i tre timbri il giovane apprendista è pronto per la prova finale: entrare nelle Grotte di Cristallo (dispensatrici dell'energia dell'accademia e dimora di spiriti e forze arcane), trovare la propria Pietra dell'Anima e marchiarla in modo che si adatti alle potenzialità magiche del ragazzo. Il ragazzo una volta trovata la Pietra dell'Anima deve marchiarla scegliendo un sentiero: il sentiero della Magia dello Spirito e il Sentiero della Magia del Sangue in modo da determinare che tipo di mago sarebbe diventato.
Una volta terminata la missione il neo-mago torna ad Avencast ed invece che gloria e onori, trova solo morte e distruzione. Viene colto di sorpresa e inseguito da un branco di demoni e si rifugia nell'ultimo luogo che ospita vite umane: una saletta protetta da uno scudo magico tenuto in funzione dall'Arcimago Meganteolis gravemente ferito e immerso in meditazione. Gli Arcimaghi sono i più potenti maghi del mondo e formano un consiglio che prende tutte le decisioni sull'accademia di Avencast.
Il ragazzo quindi, sotto richiesta del bibliotecario di Avencast Theodosius, invia dal planetario dell'accademia un messaggio di aiuto alle altre scuole di magia.
Meganteolis allora ritorna in sé e racconta di come i deomoni sono entrati nel nostro mondo: tramite un portale dimensionale aperto dagli Arcimaghi nel tentativo di viaggiare tra le dimensioni; dice che il giovane mago deve trovare il Destructorus (un potente artefatto), ricaricarlo della sua energia e gli chiede inoltre di usarlo per distruggere il portale da cui sono usciti i demoni nell'ala segreta degli Arcimaghi.
Il ragazzo però trova la sala in cui si trova il portale chiusa ed è costretto a fare un patto con un demonio intrappolato di nome Kulkurazz. Il ragazzo deve estorcere una formula ad un vecchio pazzo di nome Anitalis che lo manda indietro nel tempo dove il ragazzo scopre di una macchina dai poteri legati alla negromanzia che serve per torturare e poi uccidere le vittime del malvagio fondatore dell'accademia Taertius. Il ragazzo però riesce a salvare un mago di nome Gyron invertendo i codici della macchina, così la vittima invece che Gyron diventa lo stesso Taertius che muore sotto atroci dolori. Il ragazzo torna nel suo tempo e manovra la macchina in modo che Anitalis ritrovi il lume della ragione.
Il giovane mago allora libera Kulkurazz che rispetta il patto e scopre che il Destructorus non ha il potere di distruggere il portale, ma di aprirlo. Dal portale allora fuoriescono migliaia di demoni che vengono uccisi in un solo colpo da Meganteolis miracolosamente guarito. Meganteolis è però un traditore e ha manovrato il mago in modo da avere libero accesso al portale e rivela al giovane che i suoi amici sopravvissuti stanno per essere divorati dal demonio suo servitore Fraazzz. Una volta sconfitto Fraazzz il nostro eroe è costretto a fare un'azione disperata: entrare nel portale dimensionale e inseguire Meganteolis. Una volta entrato nel portale si ritrova nella Fortezza al centro delle Dimensioni costruita dall'avanzatissimo popolo dei kyraniani. Tutti i kyraniani sono morti uccisi da Morgath. L'eroe scopre di essere lui stesso un kyraniano e scopre anche che suo fratello è ancora vivo ed è Meganteolis. Scopre anche la triste storia dello Gnomo Gorlin, prima folletto che è stato bandito dal paese delle fate.
L'eroe infine incontra l'orrendo Morgath e lo sconfigge diventando un guerriero fantasma che distrugge il cuore del demone. Solo allora il destino del ragazzo si compie ed egli sale alla Sala di Fuoco, la casa degli dei, insieme ai suoi genitori.
Lo Gnomo Gorlin allora racconta a tutti l'avventura del ragazzo per poi andare felicemente nel Regno delle Fate, a casa sua.

## Modalità di gioco
- Ogni magia ha le sue combo, ma può essere utilizzata rapidamente con i tasti F1, F2, F3, F4, F5, F6, F7, F8. In più le combo delle magie dello spirito finiscono con il tasto destro del mouse, quelle del sangue con il tasto sinistro.
- Ci sono tre tipi di visuale disponibili, ognuna con i suoi vantaggi e svantaggi.
- L'azione di comando in battaglia è sfruttabile attraverso il mouse: con il solo tasto sinistro si attacca corpo a corpo, con il solo tasto destro si attacca a distanza (con piccole sferette di magia).
- Il proprio personaggio è personalizzabile tramite centinaia di oggetti che è possibile trovare durante il gioco.
- Esistono tre tipologie di magia: magia del sangue (corpo a corpo), magia dello spirito (combattimento a distanza) e invocazioni. Durante la storia, il giocatore deve decidere in quale tipologia specializzarsi, rendendo gli incantesimi di quella tipologia molto più potenti. Le invocazioni sono divise in creature della magia del sangue e creature della magia dello spirito.

## Nemici secondari incontrati nel gioco
Nel gioco si trovano da battere:
- Diavoletti
- Grandi diavoletti
- Topi di cantina
- Ragni velenosi
- Ragni di terra
- Scheletri
- Scheletri blindati
- Lanciateschi
- Lanciarune
- Fantasmi
- Spettri della Cripta
- Rami animati blu
- Rami animati rosa
- Granchi di cristallo
- Ragni di caverna
- Scorpioni
- Granchi animati
- Golem di cristallo
- Diavoletti maggiori
- Araldi minori
- Araldi demoniaci
- Demoni pastori
- Demoni direttori
- Demoni squartatori
- Legionari di Morgath
- Mercenari
- Capi oscuri
- Flagellatori
- Psion corrotti
- Vermi demoni
- Allievi posseduti
- Maghi posseduti
- Wolgath
- Squartatori cupi
- Demoni di Morgath
- Demonwom

## Nemici primari e boss
- Rufus (incontrato nell'arena di Horatio)
- Taertius
- Regina Ragno
- Sentinella di Cristallo
- Guardiano dell cammino (solo nel Sentiero della Magia del Sangue)
- Ingdragul (incontrato al Planetario durante il ricaricamento del Destructorus)
- Maestro delle Torture
- Harrassys (è un Flagellatore a guardia del portale dimensionale)
- Fraazzz
- Maledizione della sfinge
- Meganteolis Posseduto
- Morgath
- Cuore di Morgath

## Requisiti minimi di sistema
Windows XP/Vista; Pentium IV 2,2 GHz; 512 Mb di memoria RAM; 1,5 Gb di spazio libero sull'hard disk; Scheda grafica da 256 Mb (NVIDIA GeoForce FX 5700 o superiore; ATI Radeon 9700 o superiore); DVD-Rom; Scheda audio.